# Sarah Schwab
Sarah Schwab (* 31. Dezember 1993) ist eine ehemalige Schweizer Unihockeyspielerin.

## Karriere
Schwab begann ihre Karriere bei den Red Ants Rychenberg Winterthur, wechselte aber 2011 in den Nachwuchs des UHC Dietlikon. Nach drei Jahren in der U21-Mannschaft des UHC Dietlikon und keiner Aussicht auf Spielpraxis in der NLA-Mannschaft, wechselte sie auf die Saison 2014/15 zurück zu den Red Ants.
Im Sommer 2015 wechselte sie zu Pixbo Wallenstam IBK aufgrund ihres Studiums. Bereits vor Ablauf des Kalenderjahres 2015 verliess sie Pixbo wieder und wechselte zur Schweizer NLB-Mannschaft Red Lions Frauenfeld.
Mit Frauenfeld stieg sie bereits in ihrer ersten Saison in die Nationalliga A auf.  Am 8. Mai 2017 gab der Verein bekannt, dass Schwab auch während der Saison 2017/18 für den Verein auflaufen wird.